# Georgier
Georgier, eller kartveler (georgiska: ქართველები, kartvelebi) är ett kaukasiskt folk som bor i nationen Georgien. De är ungefär sex miljoner människor, varav nästan fyra miljoner lever i Georgien där det är den dominerande folkgruppen, cirka 200 000 lever i Ryssland och cirka 150 000 i USA samt ca 20 000–50 000 i Iran. De talar främst georgiska, ett kartveliskt språk, skrivet med det georgiska alfabetet, som man inte vet vem som uppfann eller när. Det äldsta beviset för ett georgiskt skriftspråk har hittats i Jerusalem och kallas Bir el Qutt-inskriptionen. Den är från ca 430 e.Kr. Den näst äldsta inskriptionen är från 494 e.Kr. och Bolnisi.
Georgierna är grannar med bl.a. tjetjener, ingusjer, abchazer och tjerkesser, men dessa folk tillhör de nordvästkaukasiska respektive nordöstkaukasiska språkgruppperna vilka inte är släkt med kartveliska. Som undergrupper till georgierna (ibland som samlingsnamn kallade kartveliska folk) räknas megreler, svaner, lazer och adzjarer.
Georgierna räknar en över 4000 år lång historia. De har sedan 300-talet f.Kr. regerat över det ungefärliga område som idag kallas för Georgien, fast det först var under 1000-talet som Georgien enades. Georgierna anammade tidigt kristendomen (Georgien, eller Kungariket Iberien som det kallades, var världens näst första land att ha kristendom som officiell religion när man år 319-327 e.Kr. förklarade den som statsreligion, men årtalet är omtvistat). Kung David IV Byggaren inledde Georgiska guldåldern på 1000-talet.
1801 annekterade den ryske tsaren Paul I Georgien. Det var detta som gjorde att landet senare skulle komma att bli en del av Sovjetunionen, som utropades 1922. Georgierna utropade sig då självständiga, men självständigheten varade bara 1918-1921. Sen blev landet en del av Sovjetunionen, även om det 1936 blev Georgiska SSR. Efter 1991 utropades Georgien återigen självständigt.

## Etnografiska underavdelningar
Den största etniska gruppen innanför Georgiens gränser är ქართველი (translittererat kartveli), som omfattar majoriteten av Georgiens befolkning. Andra större undergrupper inom Georgien inkluderar: megreler, som främst lever i norra Georgien (Megrelien); och svanerna från Svanetiregionen i Georgien. Dessa etniska grupper inom den georgiska etniciteten är differentierade efter språk. Kartvelierna talar kartuli (som på svenska kallas georgiska), megrelerna talar megreliska, lazierna talar laz, och svanerna talar svanetiska. Dessa fyra besläktade språk omfattar hela den kartvelska språkgruppen.
Inom gruppen kallad Kartveli särskiljer sig georgierna i regionala etnografiska undergrupper:
- Megreler (მეგრელი)
- Lazer (ლაზი)
- Svaner (სვანი)
- Imeretier (იმერელი)
- Gurier (გურული)
- Adzjarer (აჭარელი)
- Meschetier (მესხი)
- Letjchumier (ლეჩხუმელი)
- Ratjvelier (რაჭველი)
- Kartlier (ქართლელი)
- Kachetier (კახელი)
- Chevsuretier (ხევსური)
- Tusjier (თუში)
- Psjavelier (ფშაველი)
- Mochevier (მოხევე)
- Ingiler (ინგილო)
- Fereidanier (ფერეიდნელი)

Dessa undergrupper existerar dock på grund av historiska och geografiska anledningar; var och en skulle anse sig själv vara Kartveli, den etniska grupp som ger landet, Sakartvelo, sitt namn, och skulle tala samma språk.